# Jalisco
Pour les articles homonymes, voir Jalisco (homonymie).

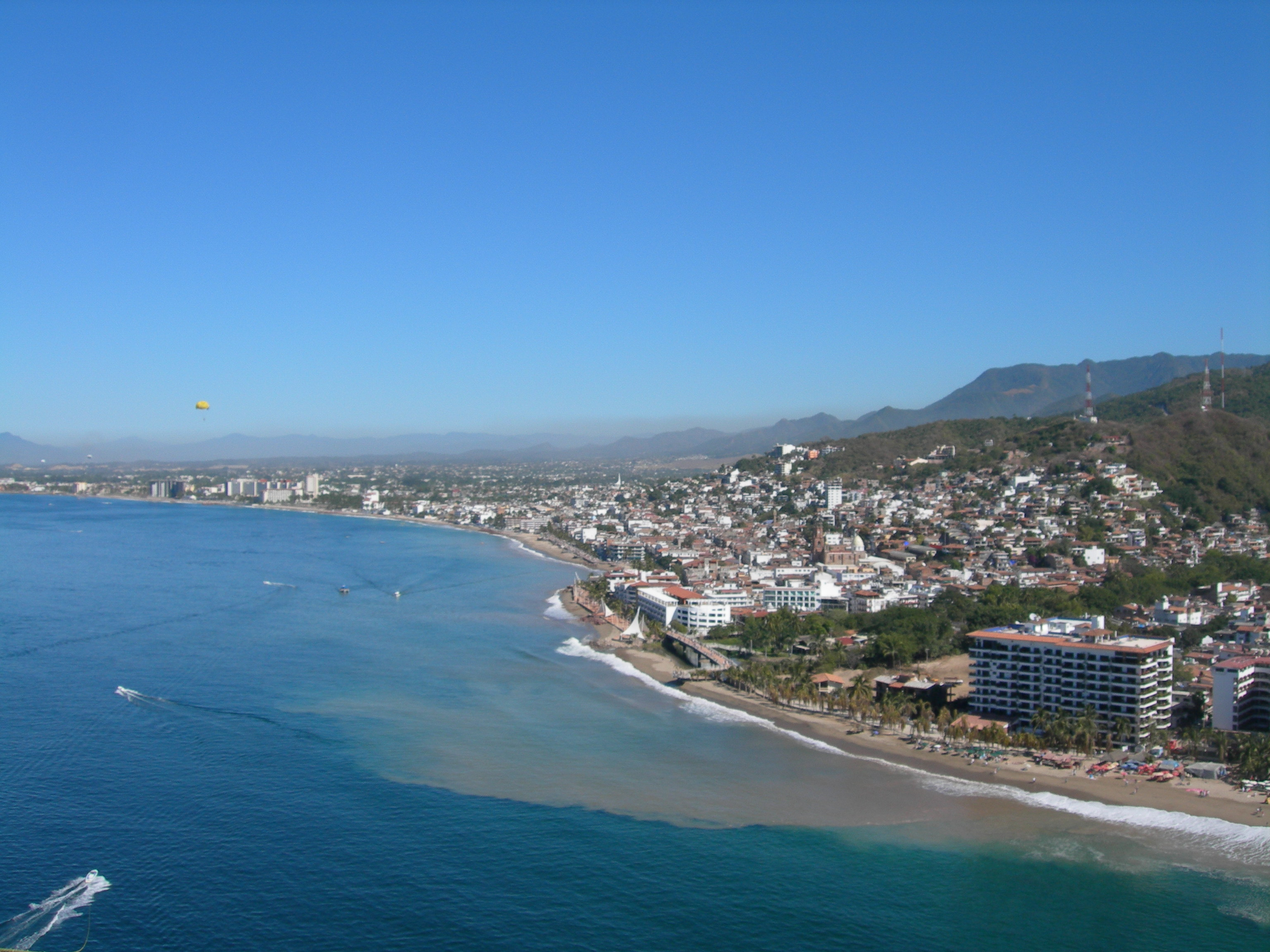
Vue aérienne de la station balnéaire de Puerto Vallarta.

Le Jalisco (prononcé en espagnol : /xa'lisko/), officiellement l'État libre et souverain de Jalisco (Estado Libre y Soberano de Jalisco /esˈtado ˈliβɾe i soβeˈɾano de xaˈlisko/), est un État du Mexique en bordure de l'océan Pacifique. Sa capitale est Guadalajara. Sa population était en 2015 d'environ 7,85 millions d'habitants. Le Jalisco est un État très dynamique[réf. nécessaire] grâce à ses activités économiques, commerciales et culturelles. Dans certains quartiers de Guadalajara, le niveau de vie est comparable à celui de l'Espagne ou de l'Italie, mais ce niveau de vie n'est pas représentatif de l'ensemble de l'État[réf. nécessaire].

## Histoire

### Origine du nom
Le nom de l'État vient du nahuatl. Il est composé de trois parties : le mot « xalli » qui signifie « sable », « ixtli » qui signifie « face » et du suffixe locatif « co ». Le nom veut donc dire « sur la surface de sable ». Pendant plusieurs siècles, jusque vers 1836, le mot s'est écrit « Xalisco », la lettre initiale rendant le phonème « ch » dans son nom d'origine en nahuatl.

## Population et société

### Éducation
L'État de Jalisco est aussi réputé pour sa production de Tequila à l'aide de l'agave, produit abondant dans l'état.

### Criminalité
L'État de Jalisco enregistre le plus grand nombre de disparitions au Mexique. Il compte, en 2025 plus de 15 000 personnes disparues. Nombre de ces cas seraient liés au Cartel de Jalisco Nouvelle Génération. Avec l'expansion du territoire de ce groupe criminel dans l'État les années précédentes, le nombre d'homicides et de disparitions a explosé.
En 2025, près du village de La Estanzuela, est découvert un « camp d’extermination », selon la dénomination utilisée par les médias locaux, attribué au Cartel de Jalisco. L’organisation criminelle est soupçonnée d’y avoir formé ses recrues, mais surtout d’y avoir exécuté plusieurs centaines de victimes et d’avoir fait disparaître leurs corps. Plus de 1 500 victimes auraient été torturées, violées et exécutées. Le camp comprend notamment trois fours crématoires souterrains,.

## Géographie
D'une superficie de 80 386 km2, l'État de Jalisco est bordé par l'Océan pacifique à l'ouest, et les États de Nayarit au nord-ouest, Zacatecas et l'Aguascalientes au nord, Guanajuato à l'est de Colima et de Michoacán au sud.
On distingue quatre grandes régions géographiques : le Plateau mexicain, la Sierra Madre occidentale, la Sierra Madre del Sur et la Cordillère Néovolcanique.
Le volcan de Colima situé entre l'État de Colima et de Jalisco, est sous surveillance car il menace les villages avoisinants.

### Paysages et végétation
- Jardins botaniques de Vallarta

### Flore et faune

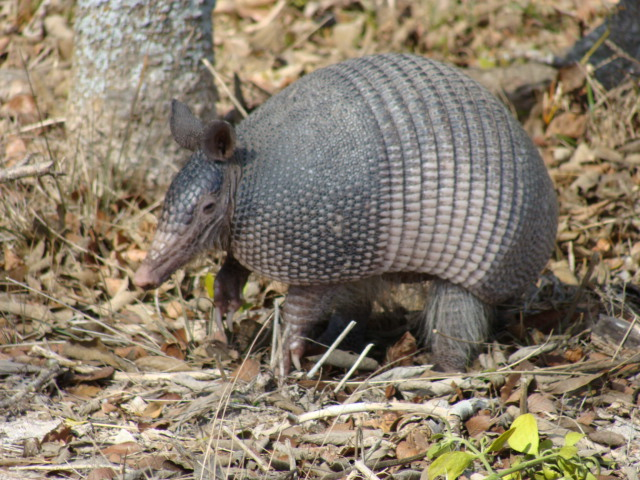
Dasypodidae
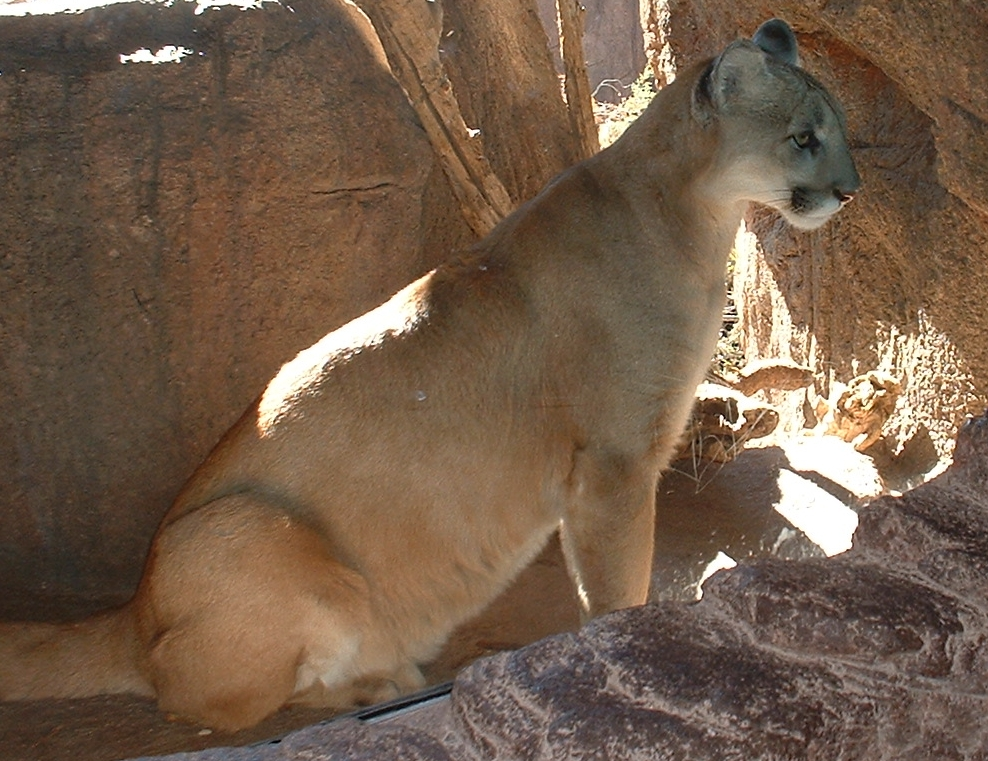
Felis concolor
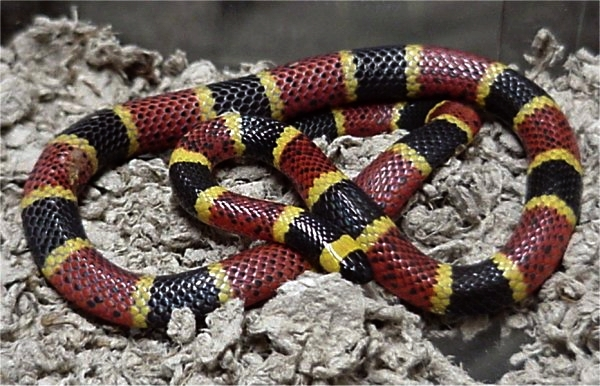
Micrurus
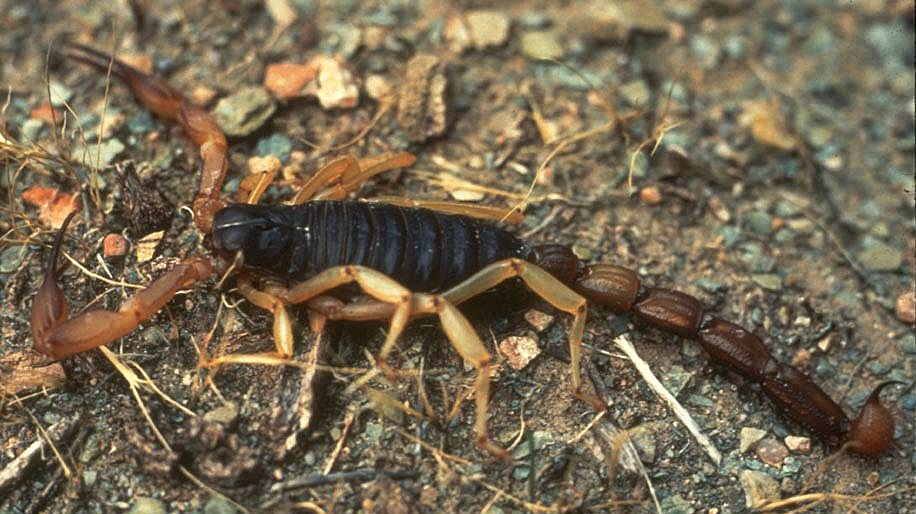
Centruroides suffusus
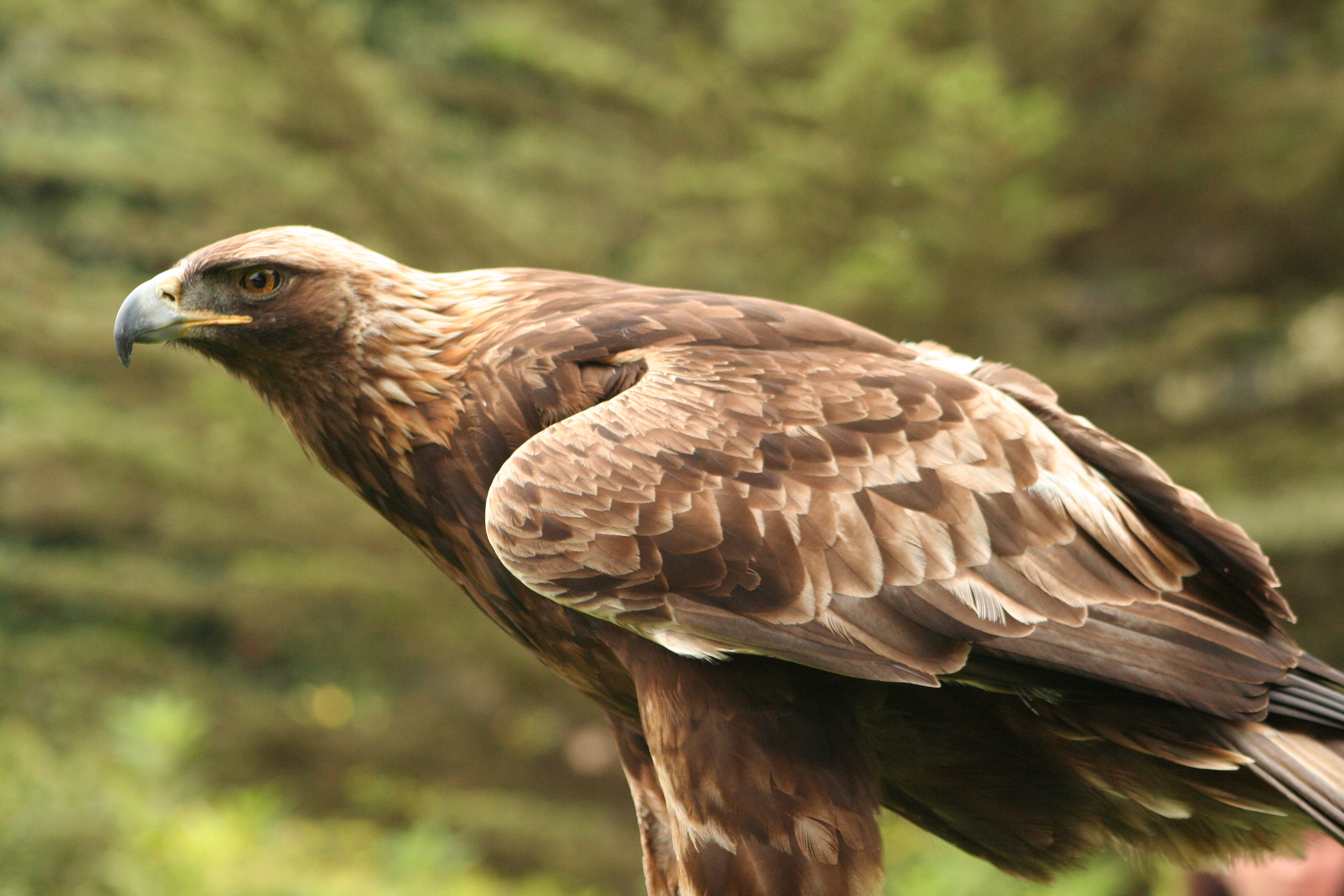
Aquila chrysaetos
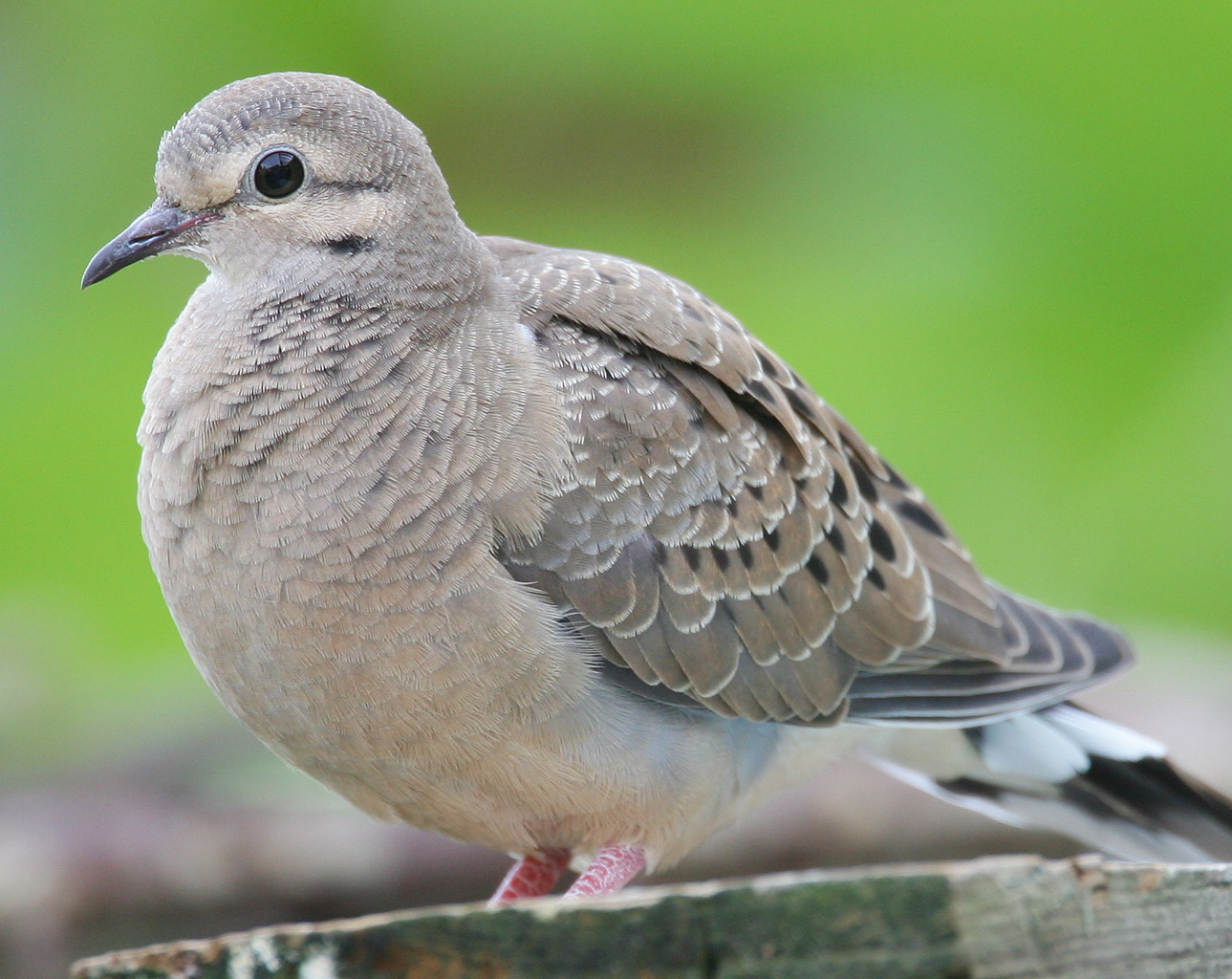
Zenaida macroura
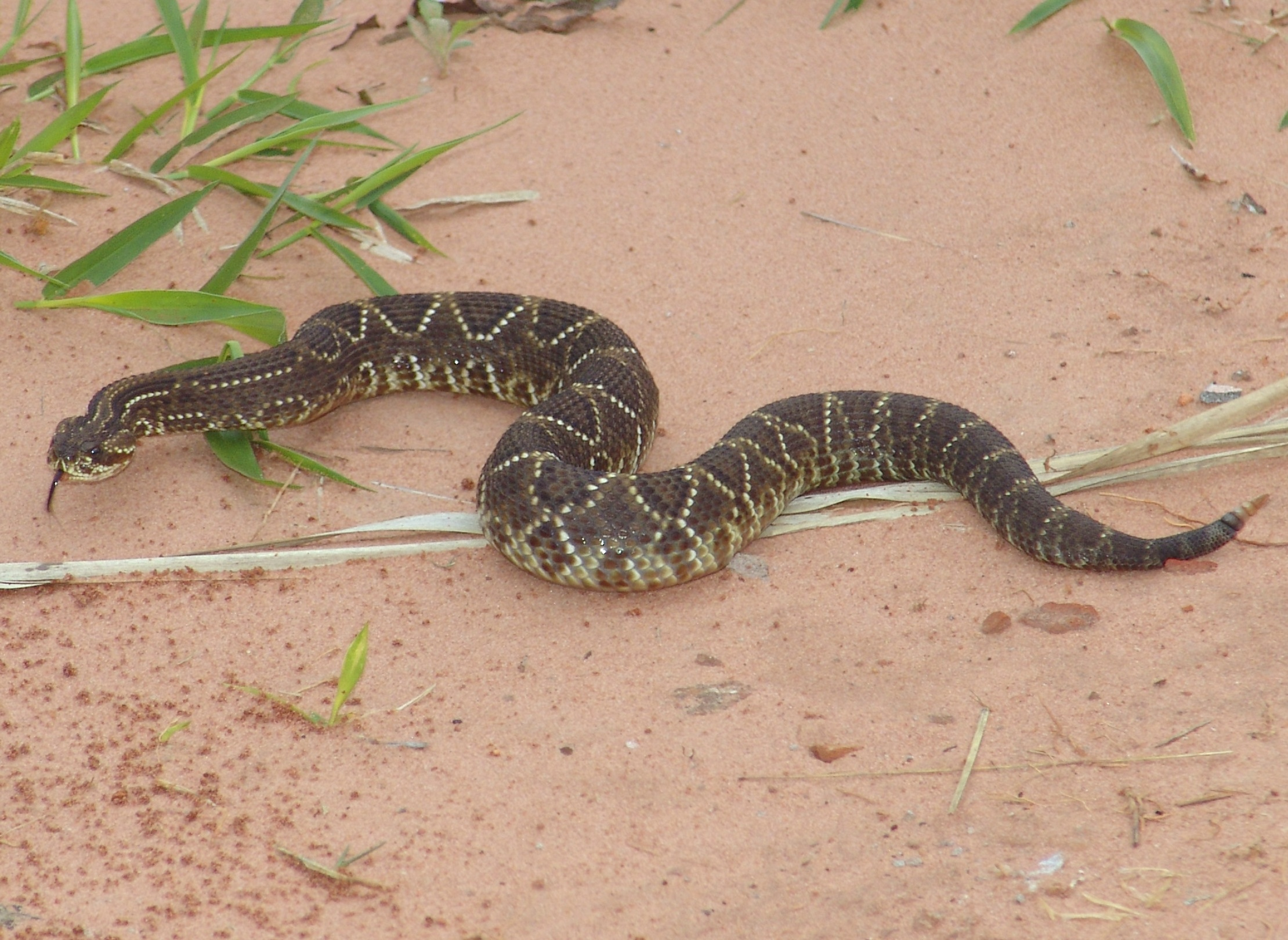
Crotalus durissus
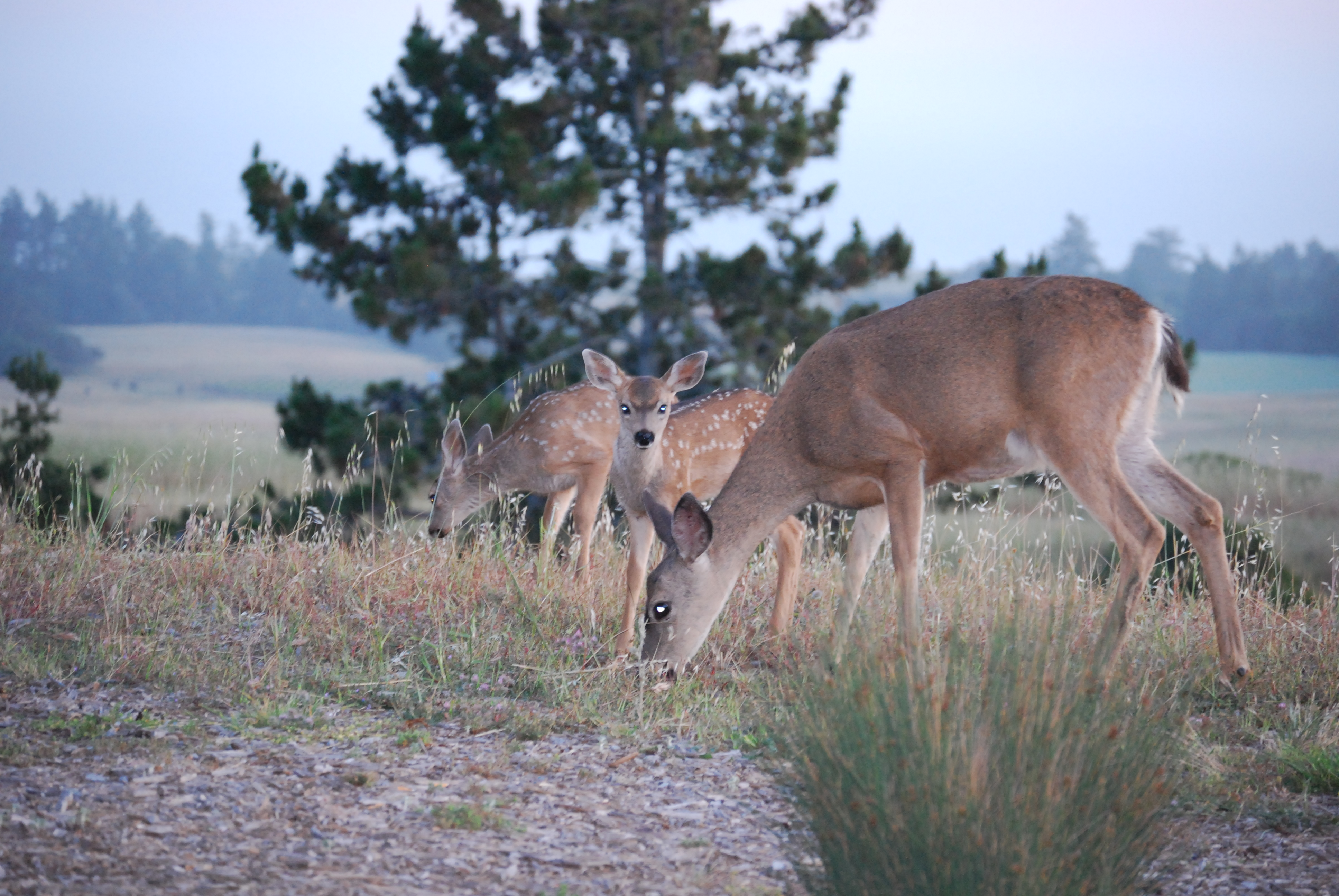
Odocoileus hemionus
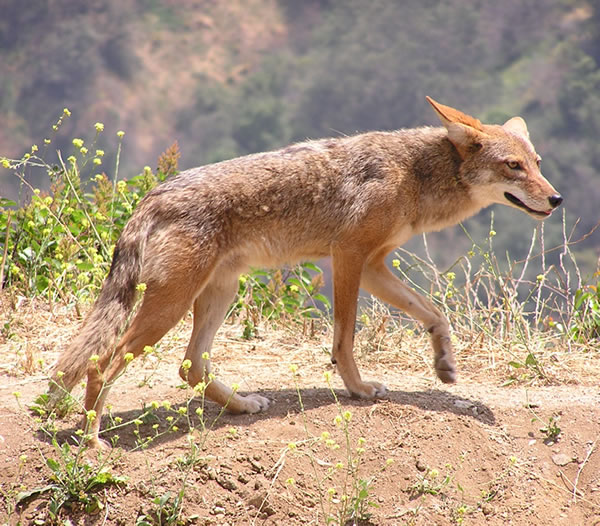
Canis latrans
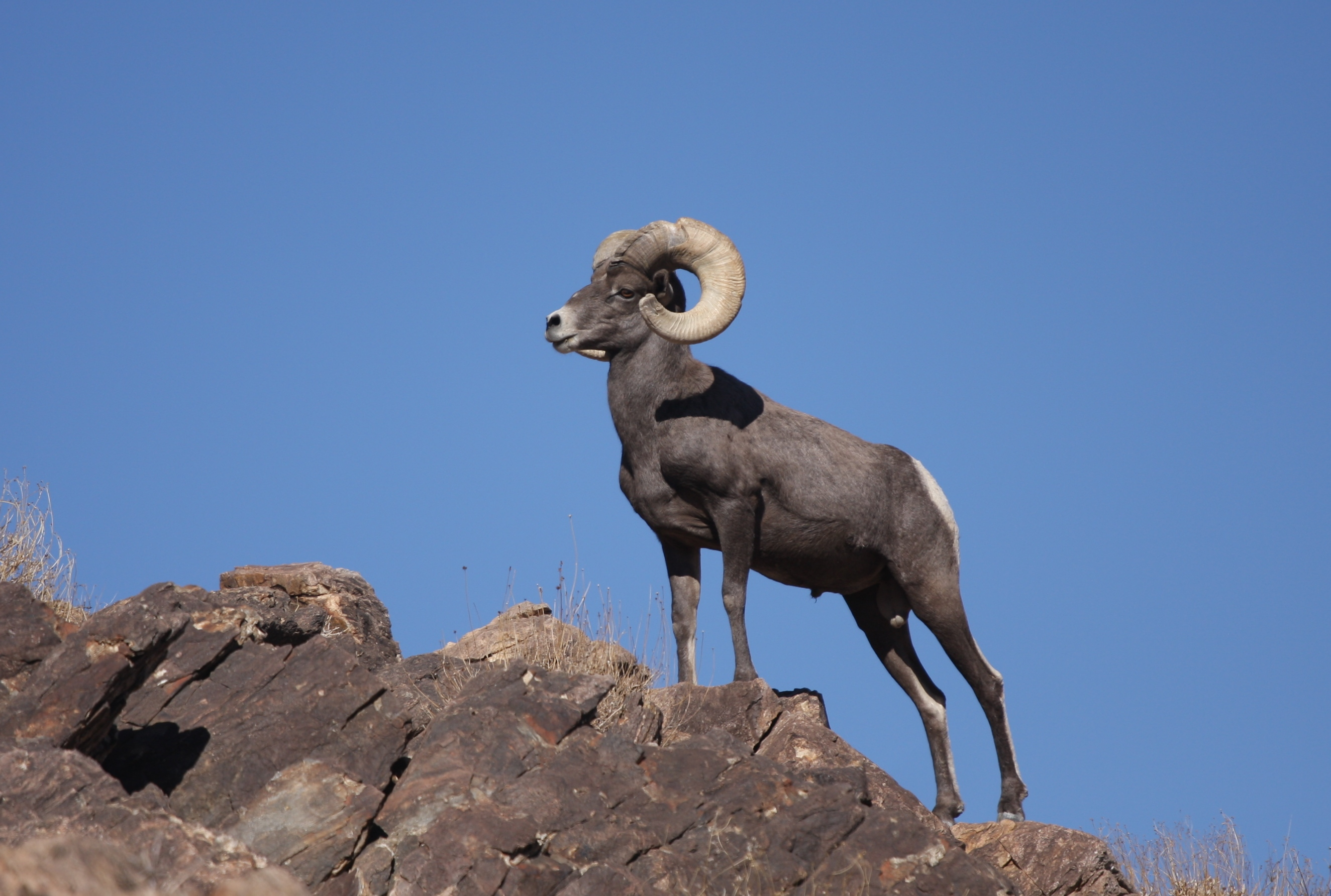
Ovis canadensis
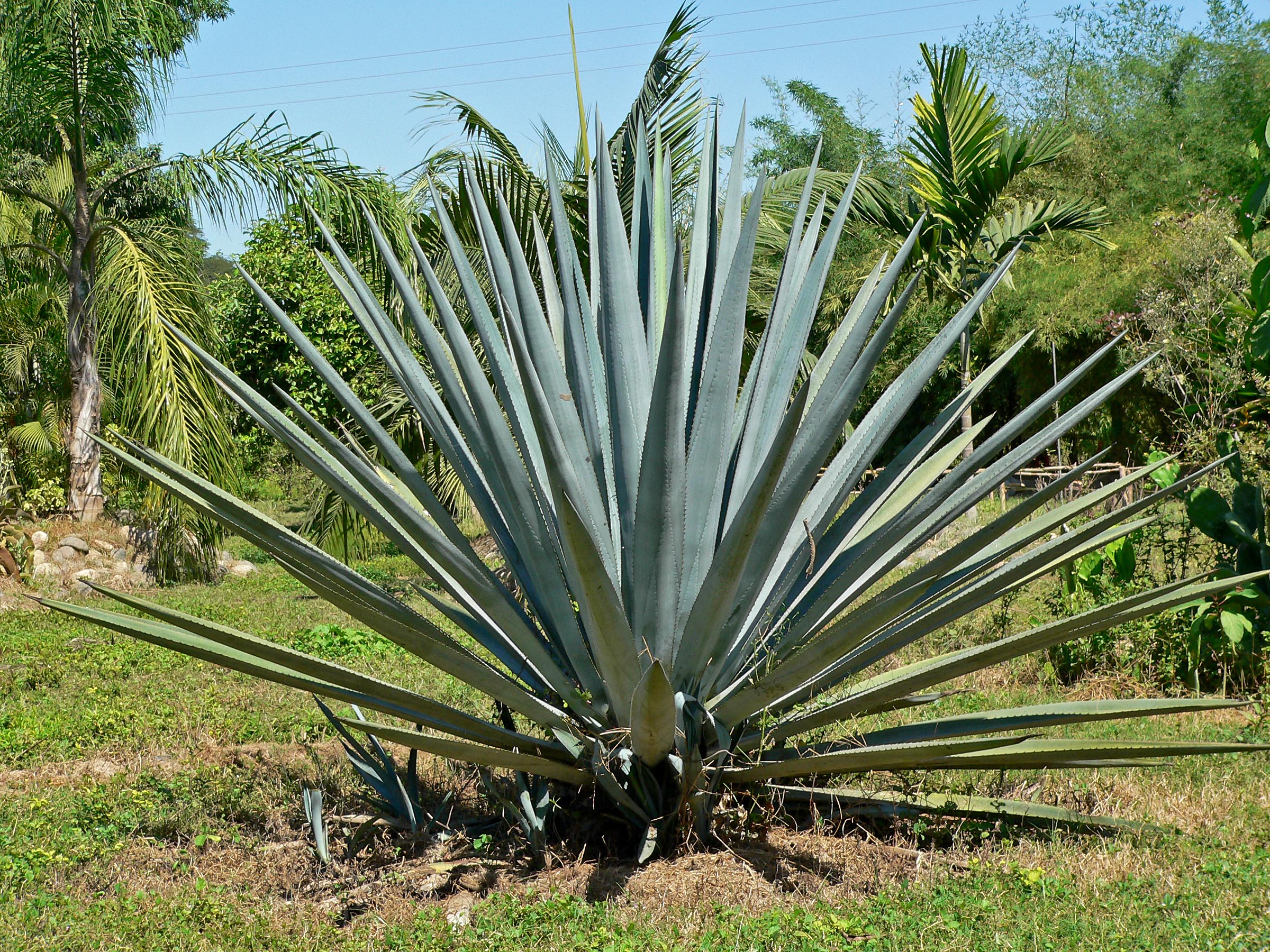
Agave tequilana
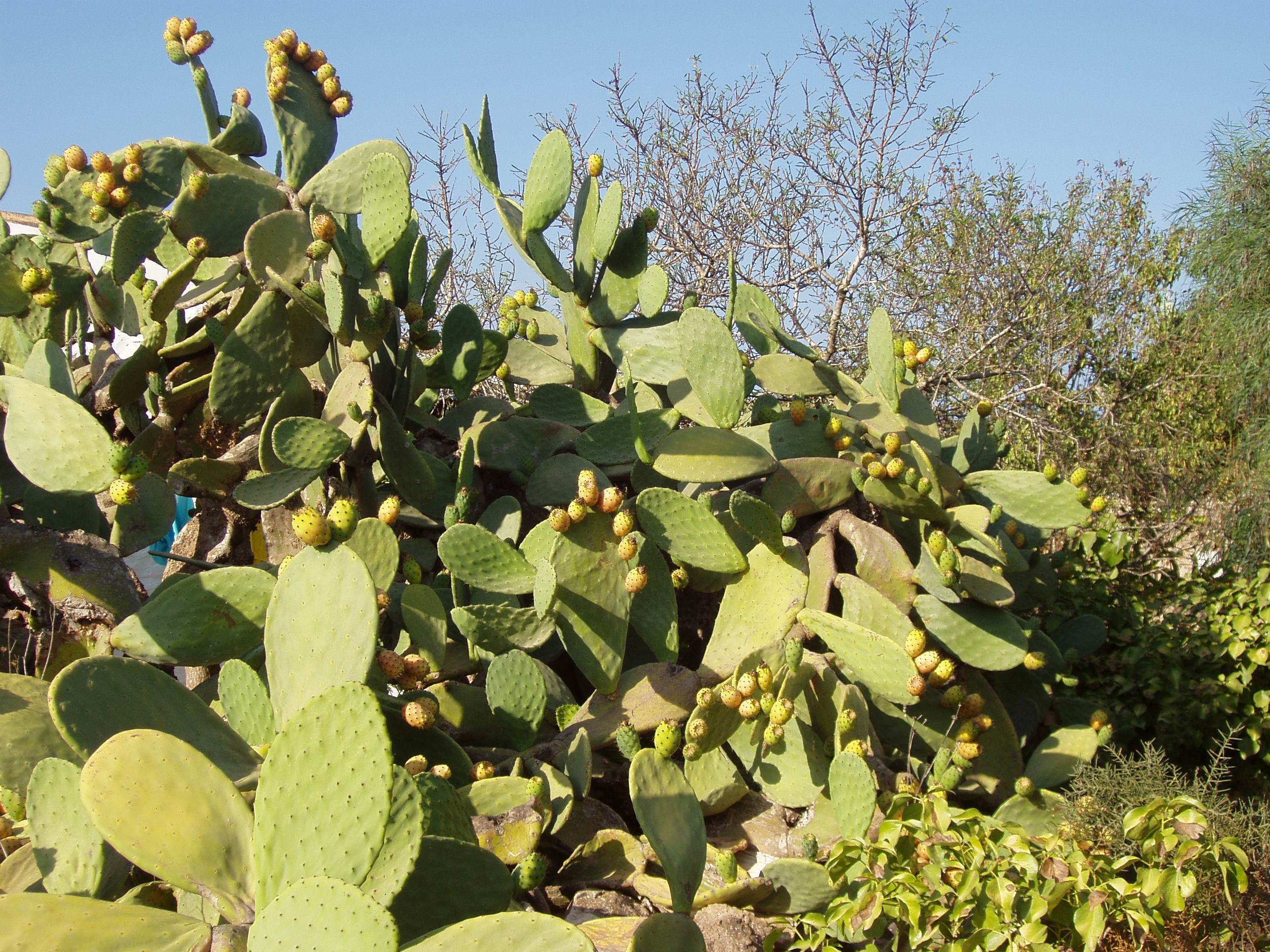
Opuntia ficus-indica
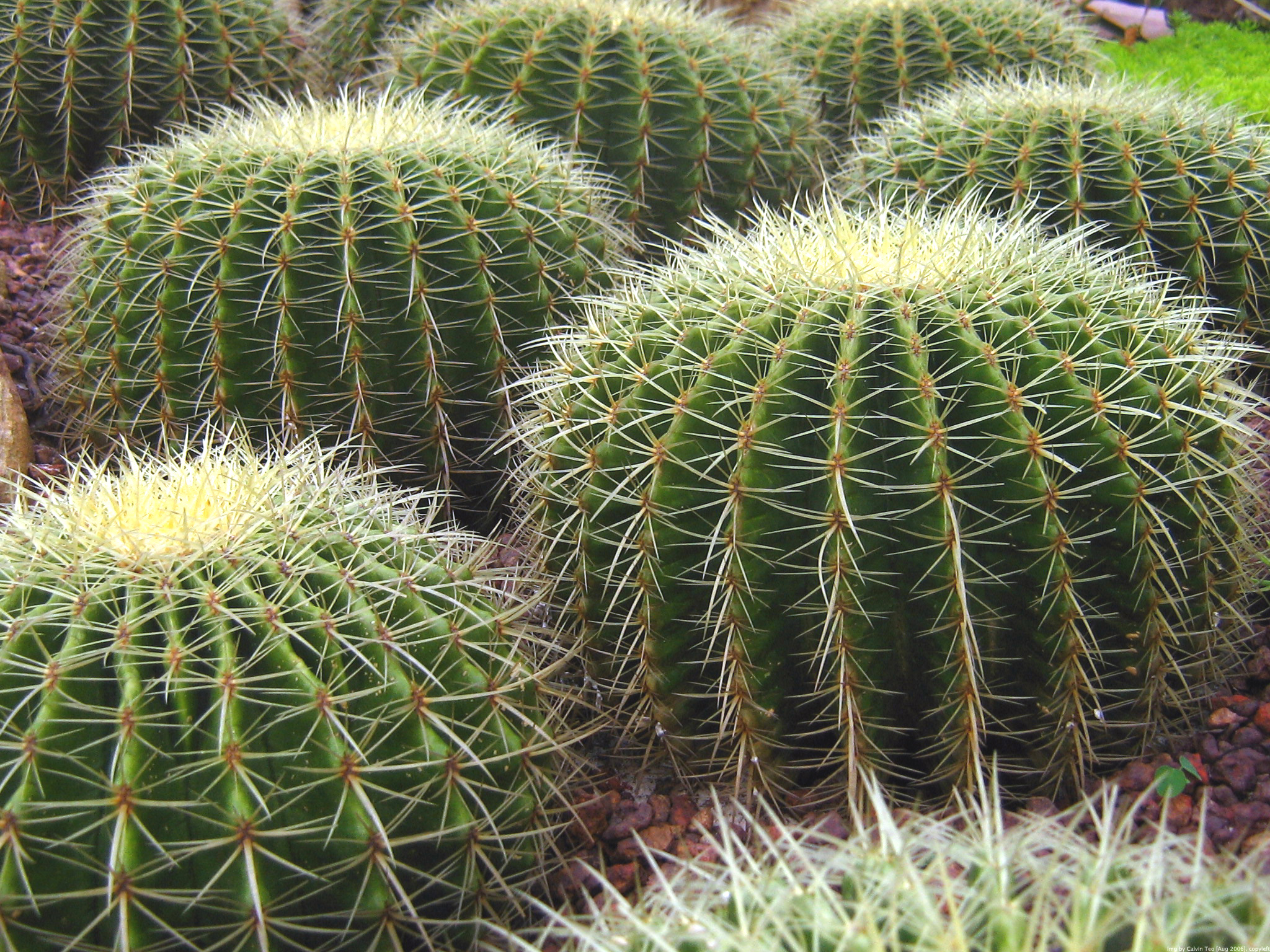
Echinocactus grusonii
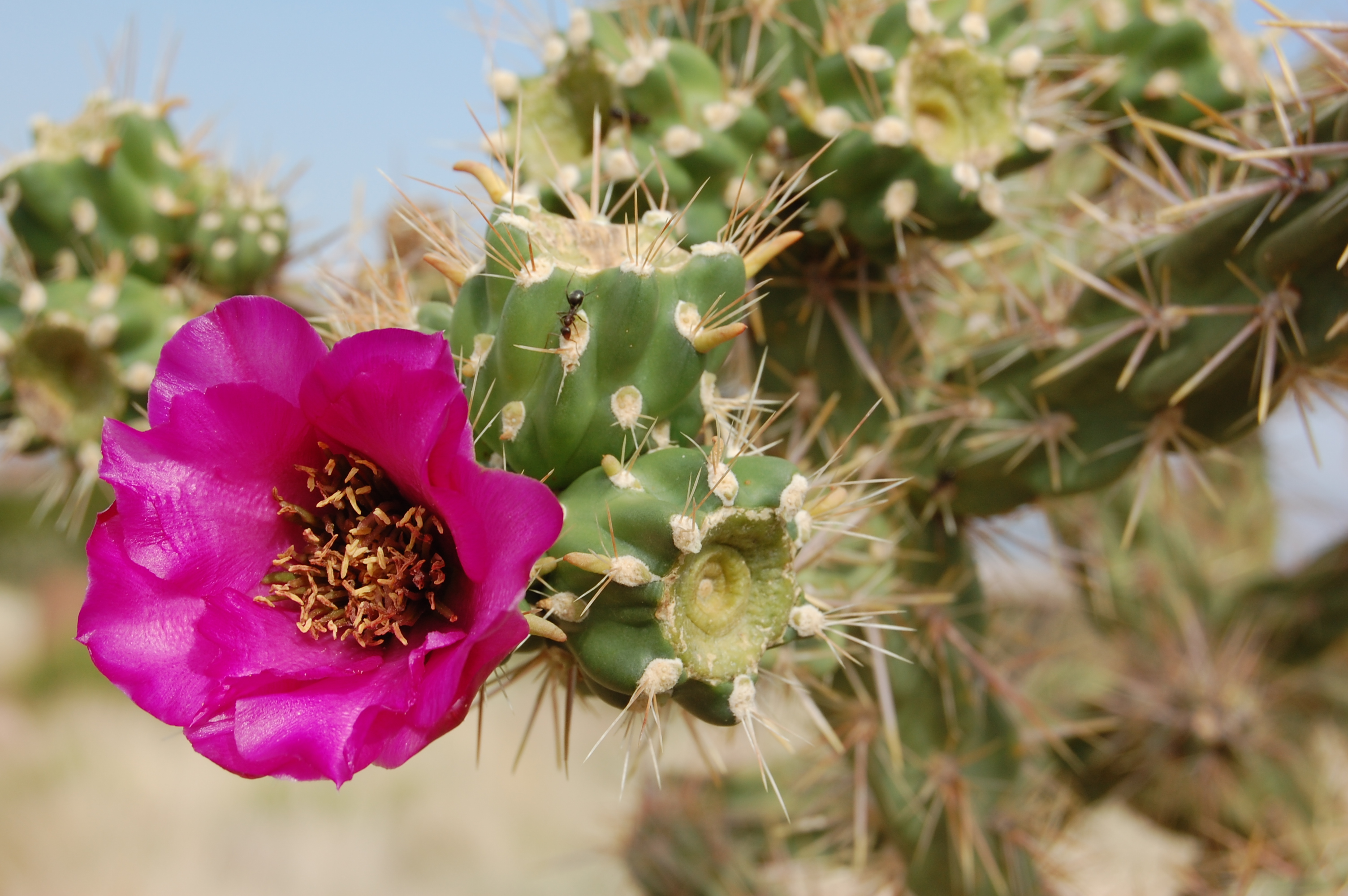
Cylindropuntia imbricata
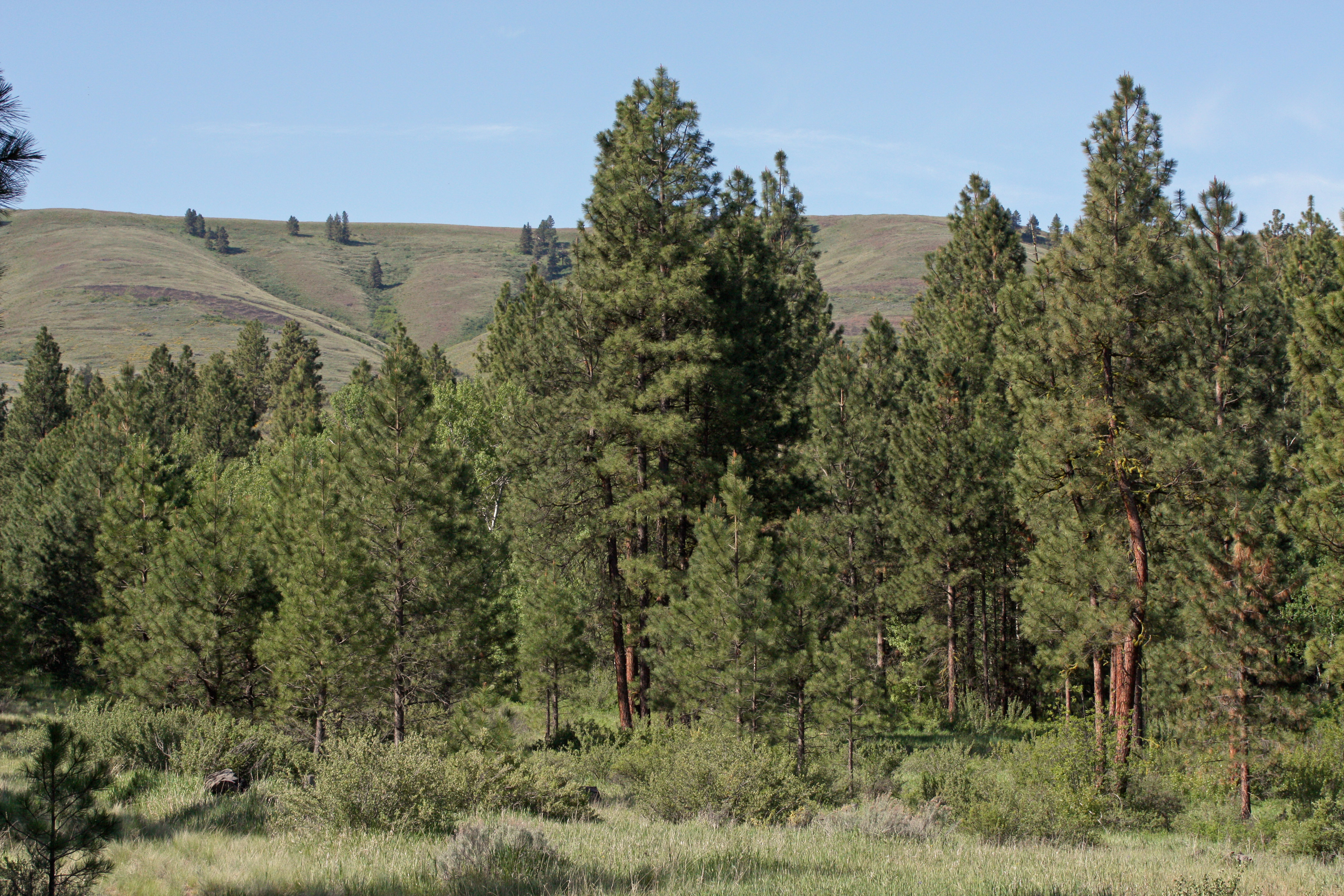
Pinus ponderosa

## Administration
- Emilio González Márquez, gouverneur du 1er mars 2007 jusqu'au 28 février 2013.
- Aristóteles Sandoval, gouverneur du 1er mars 2013 jusqu'au 5 décembre 2018.
- Enrique Alfaro Ramírez (es), gouverneur depuis le 6 décembre 2018.